# Zamana olivaceus
Zamana olivaceus är en fjärilsart som beskrevs av M.Gaede. Zamana olivaceus ingår i släktet Zamana och familjen tandspinnare. Inga underarter finns listade i Catalogue of Life.